# لفت كاذب
لِفْت كاذب أو حارَّة (الاسم العلمي: Rapistrum)، جنس نباتات مُزهرة حولية، معمرة، من فصيلة الكرنبية. أنواعه اثنان.